# Anhuiköket
Anhuiköket (徽菜, huīcài), är ett av Kinas åtta stora kök. Maten från provinsen med samma namn är själva riktmärket, men köket förekommer också i andra delar av Kina med viss variation som följd.

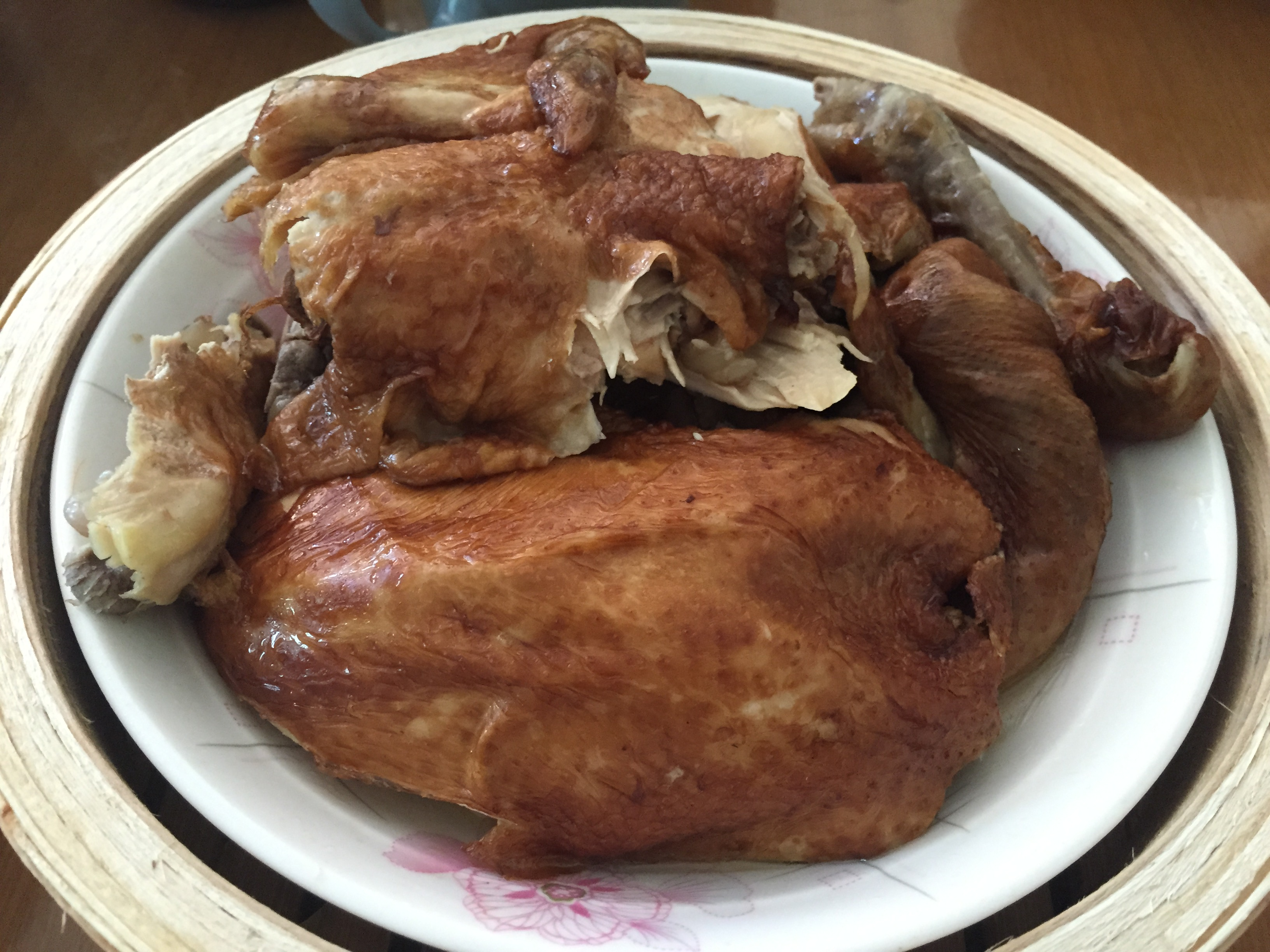
Stekt anka fuliji.

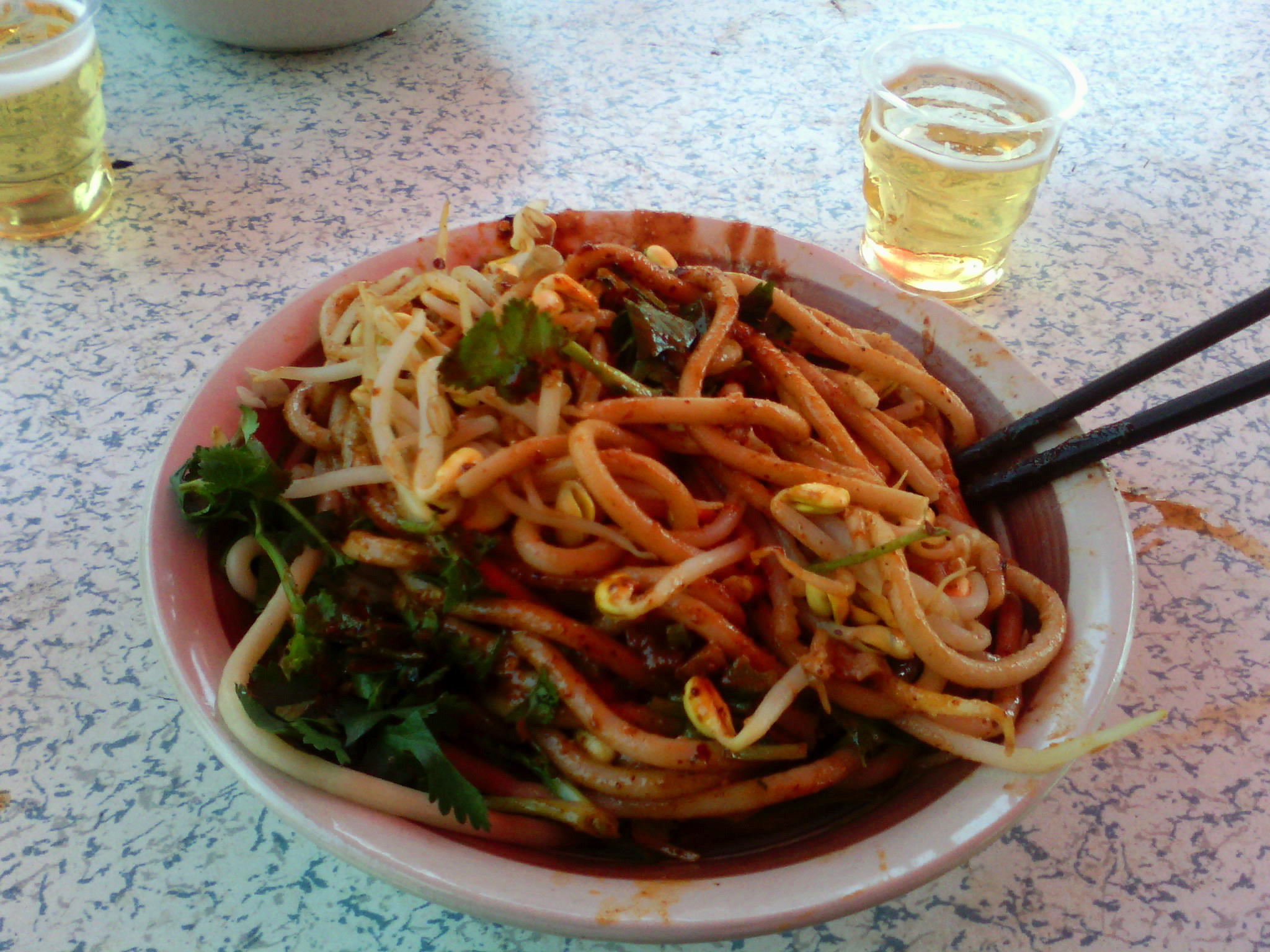
Nudlar gela.

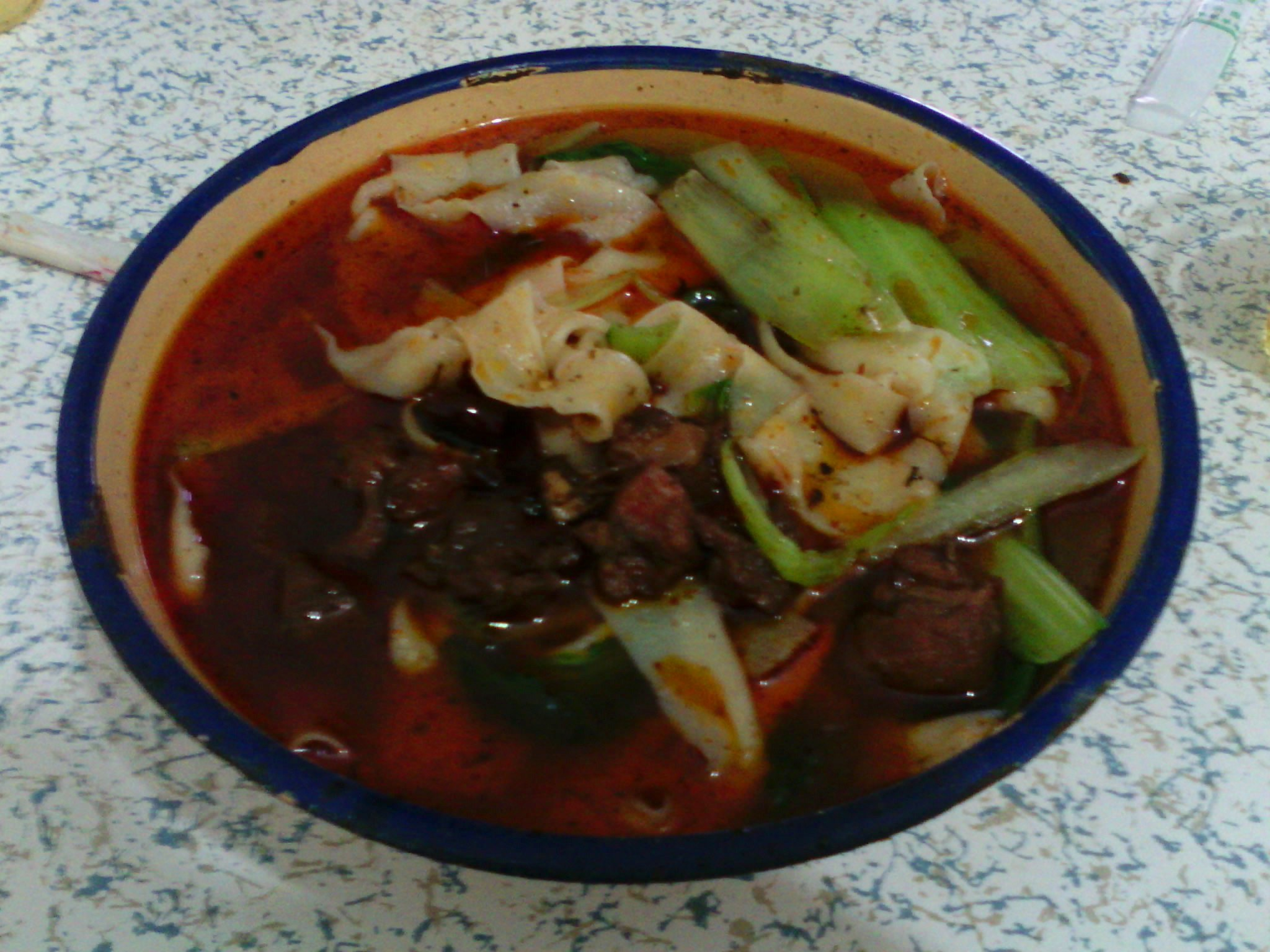
Nudlar taihe med fårkött.

## Metoder och ingredienser
Anhuiköket är känt för sin användning av vilda växter, både från land och från havet, liksom för sina enkla metoder för matlagning. Bräsering och stuvning är vanliga metoder. Stekning och snabbstekning är mycket mindre vanligt i Anhuiköket än i andra kinesiska matlagningstraditioner. Anhuiköket består av tre stilar: Yangtzeflodens region, Huaiflodens region, och södra Anhui-regionen. Anhui har vidsträckta gräsmarker och skogar, så de vilda växter som används i regionens matlagning är lätt tillgängliga. Anhuiköket associeras starkt med tofu. Enligt kinesisk folklore är upphovsmannen till tofu prinsen Liu An under Handynastin. Prinsen kom från Shou (kallat "tofuns hemstad"). Enligt en kinesisk legend skapades stinky tofu av studenten Wang Zhihe, som för sitt uppehälles skull sålde tofu i Peking sedan han misslyckats med att ta en kejserlig examinamen. Anhui är hem för hairy tofu, ett populärt mellanmål.

## Äggknyten, Jiaozi
Äggknyten || 農家蛋餃 || 农家蛋饺 || nóngjiā dàn jiǎo ||
Som förberedelse beläggs en slev lätt med olja och upphettas, ett välkokt ägg skedas in i sleven och kokas tills blandningen bildar en klimp. Fläskfyllningen skedas sedan in i äggomslaget och hela klimpen ångas. Den serveras ofta med sojasås.  Dessa äggknyten associeras vanligen med lanthushåll. Man använder äggvita istället för mjöl till att linda in fyllningen.  I äggknyten används traditionellt fläsk som fyllning.